# Hannah-Arendt-Gymnasium (Potsdam)
Hannah-Arendt-Gymnasium Potsdam ist ein öffentliches Gymnasium in Potsdam mit dem Profil Wirtschaft und Politik. Es wurde im Schuljahr 2016/17 als Gymnasium Potsdam West gegründet und im darauffolgenden Schuljahr in Hannah-Arendt-Gymnasium umbenannt, nachdem es in das neue Gebäude an der Haeckelstraße 72 umgezogen war. Die Schule ist benannt nach Hannah Arendt (1906–1975).

## Schulbetrieb
Die Schule wird als offene Ganztagsschule geführt. Sie ist drei- bis vierzügig und legt einen Schwerpunkt auf Wirtschaft und Politik. In der Sekundarstufe II werden Leistungskurse in Wirtschaftswissenschaften und Politischer Bildung angeboten. Ein besonderes Merkmal ist das Fach Projektorientierte Kompetenzbildung (ProKo) in Jahrgang 9. Ab Klasse 10 stehen Wahlpflichtangebote in Bereichen wie Philosophie, Theater und Naturwissenschaften zur Auswahl.
Exkursionen und Epochalunterricht gehören zum Schulalltag. Erste Fremdsprache ist Englisch, als zweite Fremdsprache können Französisch oder Spanisch gewählt werden.
Förderunterricht wird in Deutsch, Mathematik, Englisch und Spanisch angeboten. Die AG-Auswahl umfasst Schulband, Fußball, Reiten, ChemiKids, Cambridge Business Englisch und kreative Angebote wie Odyssey of the Mind.
Schulleiterin ist seit Gründung der Schule Annika Buchholz.

### Kooperationen und Wettbewerbe
Die Schule arbeitet mit regionalen Partnern wie der Fachhochschule und Universität Potsdam, der IHK, der HWK, dem Deutschen Historischen Museum und lokalen Unternehmen zusammen. Schüler nehmen regelmäßig an Wettbewerben wie Jugend debattiert, Juniorwahl, Känguru der Mathematik, Biologie- und Mathematik-Olympiade sowie Business@school teil.